# 足柄村騒擾事件
足柄村騒擾事件（あしがらむらそうじょうじけん）とは、昭和8年（1933年）7月に当時の神奈川県足柄下郡足柄村（現在の神奈川県小田原市）で発生した騒擾事件である。

## 発端
事件の始まりは、足柄村に隣接する小田原町が上水道新設に際し、村内の飯田岡集落に水源地を設けることを計画したことからである。事件が発生する1年前の昭和7年（1932年）3月、小田原町は足柄村に対し計画案を内示し、村側から了承を取り付けていた。
1年後の昭和8年3月に小田原町側が正式に足柄村へ計画を公表提示したところ、水源地を設置した場合、足柄村の水利（井戸・灌漑用水）に重大な損害が出ると村民側から意見が起き、神奈川県選出の国会議員による妥結工作も実らず、村民の大勢が水源地反対に傾いていった。これに追い打ちをかける様に神奈川県庁による飯田岡集落への試掘所建設、小田原町側からの「水道計画変更無し」の声明、更に村長が「調停を県側に要請する」の主張が村民側から「弱腰」と受け止められたことが重なり、火に油を注ぐ形となった。そして7月13日、村内の寺において開かれていた大規模な反対集会に、偶然行われていた足柄村消防組の幹部会議が合流した結果、300人規模の組織的暴動へ発展することになった。

## 発生
7月15日午前2時頃、30人の放火部隊が試掘所を襲い、職員2名を捕えた上で放火を行った。これに呼応して足柄村消防組を主力とする本隊が消火活動と称して駆けつけると消防ポンプ等の消防用具で試掘所を破壊し、更に水道計画に賛成する地元有力者の住居を襲い、家人には暴力を振るわなかったものの彼らの住居を破壊した。
この騒ぎを察知した地元駐在所から警官1名が制止に駆け付けたが、到底制止できるはずもなく暴行を受け、水田に投げ込まれる。警官は生命に別条はなく、隣接集落の公衆電話から小田原警察署に救援を求めた。また、捕らえられていた試掘所職員のうち1名も同じ公衆電話から小田原警察署に通報した。

## 鎮圧・処罰
連絡を受けた小田原警察署は警官50人を自動車で派遣し、村長の自宅を襲撃に向かう集団と衝突し、夜明け頃にこれを鎮圧した。この事件で足柄消防組の幹部や、地元の区長を含む234人が検挙され、うち60人が起訴されている。

## 注
1. ↑  市制が布かれるのは7年後。
2. ↑  村民の「水利に影響が出る」反対意見を実証するための施設だったが、村民側は水源地決定と受け取った。
3. ↑  この中には襲撃に参加しなかった消防組幹部も含まれており、その者は自分の部下から襲撃される羽目になった。
4. ↑  集落の電話線が切断されていたため駐在所から電話が出来なかった。